# Philippe Faucher
 (décembre 2017).
Philippe Faucher, né en 1963, est un gynécologue obstétricien français à l’Assistance publique - Hôpitaux de Paris. Il est praticien hospitalier à l’Hôpital Armand Trousseau, responsable de l’Unité Fonctionnelle d’Orthogénie, spécialiste de l'avortement et de la contraception.Depuis 2019, il est éditeur associé pour la revue British Medical Journal  Sexual and Reproductive Health.

## Actions pour l'interruption volontaire de grossesse en France
Dès 2002 il milite pour un allongement du délai légal pour pratiquer une IVG en France. En 2004, il organise pour la première fois un système permettant à des médecins de ville de pratiquer dans leur cabinet des avortements médicamenteux,. Puis il fonde avec quatre collègues, le Réseau entre la Ville et l'Hôpital pour l'Orthogénie (Association REVHO - JO du 01 décembre 2004), réseau francilien bénéficiant de fonds publics ayant pour but de mettre en œuvre les nouvelles réglementations concernant la pratique de l’IVG médicamenteuse et instrumentale hors des établissements de santé,,
En 2013, il participe au rapport du Haut Conseil à l'égalité entre les femmes et les hommes sur l'accès à l'IVG dans les territoires et en 2015 il est interviewé par vidéo pour le site internet officiel du gouvernement sur l’IVG. Une de ces vidéos concernant le syndrome post avortement a suscité une polémique car il contredit l'opinion de mouvements pro-vie ou celle du gynécologue Israël Nisand.
En 2016, il participe au groupe de travail du Collège national des gynécologues obstétriciens sur les recommandations de la pratique de l’IVG dont il rédige le chapitre « Complications des IVG ».
En mars 2020 pendant l'épidémie de Covid-19 en France, il alerte sur l'urgence de préserver l'accès à l'IVG  puis initie avec Ghada Hatem-Gantzer et Maud Gelly  un manifeste  publié dans le journal Le Monde demandant l'assouplissement de la réglementation sur l'IVG pour permettre aux femmes d'avorter à domicile jusqu'à 9 semaines d'aménorrhée par méthode médicamenteuse et jusqu'à 16 semaines d’aménorrhée par méthode instrumentale. Ce manifeste sera signé par près de 300 médecins et soutenus par près de 3 000 personnes dont de nombreuses personnalités du monde politiqueet culturel ; il aboutira à la mise en place de l'IVG médicamenteuse à domicile et en ville jusqu'à 9 semaines avec la possibilité de consultations par télémédecine,. En octobre 2020, il soutient dans la presse les propositions de modifications de la loi sur l'interruption volontaire de grossesse portées devant le parlement par la députée Albane Gaillot, en particulier l'allongement du délai légal de 14 à 16 semaines d'aménorrhée,,.En particulier il s'oppose à nouveau au gynécologue Israel Nisand qui affirme que la technique pour pratiquer un avortement au delà de 12 semaines est un "calvaire pour les médecins".
En juillet 2021, il dénonce avec l'avocate Sandra Vizzavona  dans le magazine Elle les propos d'Emmanuel Macron sur l'avortement qui  ne correspondent pas à la réalité de ce que vivent les femmes, ni de ce que perçoivent les professionnels qui les accompagnent,. En Novembre 2022, il soutient l'inscription du droit à l'IVG dans la constitution à l'occasion du dépôt d'une proposition de loi à l'Assemblée Nationale par le groupe LFI.
En Octobre 2023, il tempère l’emballement médiatique sur la hausse du nombre d’IVG pour l'année 2022 en précisant que l’avortement sécurisé  n’est ni une épidémie ni une maladie, qu’il  sauve des vies ,qu’il tue autant -voire moins- que les accidents de contraception et largement moins que les accouchements. 
A l'occasion du cinquantenaire de l'anniversaire de la loi Veil, il dénonce le double discours qui consiste à constitutionnaliser l'avortement d'une main et permettre de l'autre aux médecins de ne pas le faire grâce à la clause de conscience spécifique à l'IVG. Il souligne que l'expression "clause de conscience" n'existe pas en tant que telle dans la loi et permet d'enjoliver les choses pour masquer purement et simplement un refus de soin. 

## Publications et Ouvrages
Pour l’Encyclopédie médico-chirurgicale, il a écrit plusieurs chapitres sur l’IVG  et la contraception (L’avortement par procédés médicamenteux, L’avortement par méthode instrumentale , les Complications de l’avortement provoqué chirurgical légal et la Contraception d'urgence ).
- Participation au livre collectif sous la direction de Joseph Monsonego, Traité des infections et pathologies génitales à papillomavirus, Paris/Berlin/Heidelberg etc., Springer, 4 octobre 2007, 528 p. (ISBN 978-2-287-72064-2), p. 479- 486
- Participation au livre collectif sous la direction de David Serfaty, La contraception, Paris, ESKA, 28 décembre 2024, 700 p. (ISBN 978-2747231534)
- Philippe Faucher et Danielle Hassoun, Interruption Volontaire de Grossesse médicamenteuse, Vuibert, décembre 2017 (ISBN 978-2-84371-541-9)
- Philippe Faucher, Danielle Hassoun et Teddy Linet, La contraception, Paris, Vuibert, 8 octobre 2019, 238 p. (ISBN 978-2-311-66105-7)
- Participation au livre collectif coordonné par Christophe Vayssière et Aubert Agostini, Prise en charge de l'IVG, Elsevier Masson, mai 2020  (ISBN 978-2294764318) chapitre 5
- Philippe Faucher, Une sur trois, Éditions Robert Laffont, 2021, 312 p. (ISBN 978-2221253007)
- Philippe Faucher, Danielle Hassoun et Thelma Linet, Santé sexuelle et reproductive des personnes LGBT, Éditions Masson, 2023, 192 p. (ISBN 978-2-294-77816-2).
- Participation au livre collectif sous la direction de Stephanie Hennette-Vauchez et Laurie Marguet, De haute lutte: la révolution de l'avortement, Editions du CNRS, 9 Janvier 2025  (ISBN 978-2271151759) : Les techniques d'interruption de grossesse, p 271-301